# René Bértholo
René Bértholo, né le 8 août 1935 à Alhandra et mort le 10 juin 2005, est un peintre, sculpteur et sérigraphe portugais.

## Biographie
René Bértholo naît le 8 août 1935 à Alhandra. Il est le fils d'Augusto Bértholo.
Diplômé de l'école des arts décoratifs de Lisbonne, il est peintre, sculpteur et sérigraphe.
Il est le mari de Lourdes Castro. Ils passent quelques mois à Munich en 1957 et émigrent à Paris en 1958.
Ils sont des membres fondateurs du groupe d'artistes émigrés portugais KWY et entre 1959 et 1963 il écrit pour le magazine KWY. Ses premières peintures sont des expériences d'abstraction lyrique. Ses œuvres comprennent des paysages animés, des assemblages et des constructions animées.
René Bértholo meurt le 10 juin 2005.

## Expositions

### Personnelles
- 1953 : Lisbonne[6]
- 1963 : Mathias Fels, Paris[6]
- 2002 : Institut Camoës, Paris[6]

### Collective
- 2008 : Figuration narrative, Centre Pompidou, Paris[6]